# Pommersfelden
Pommersfelden is een plaats in de Duitse deelstaat Beieren, en maakt deel uit van de Landkreis Bamberg.
Pommersfelden telt 3.042 inwoners.
Pommersfelden ligt aan de rand van het natuurpark Steigerwald en op een 20-tal kilometer van Bamberg.
In het dorp ligt het barokke slot "Weissenstein". Dit slot werd in 1711 gebouwd door Lothar Franz von Schönborn, prins-bisschop van Bamberg en Keurvorst van Mainz, als zomerresidentie.
Van 1 april tot einde oktober worden er rondleidingen gegeven. Het slot bevat de grootste privé-verzameling van barokke schilderijen van Duitsland, met onder meer werken van Rubens, Van Dyck, Titiaan en Dürer. Het heeft eveneens een belangrijke bibliotheek. Verder kunnen onder meer het spiegelkabinet, de slaapkamer, de eetzaal en de marmerzaal bezocht worden. Het Engelse landschapspark waarin het slot ligt is heel het jaar vrij toegankelijk. Het slot is nog altijd in het bezit van de graven van Schönborn.

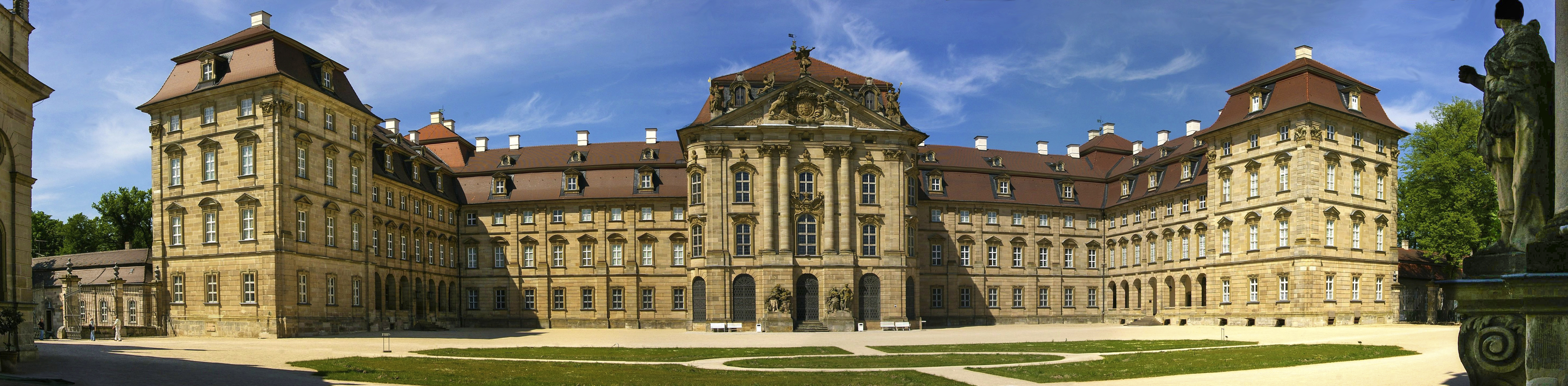
Slot Weißenstein, Panorama Hoofdgebouw

Altendorf ·
Baunach ·
Bischberg ·
Breitengüßbach ·
Burgebrach ·
Burgwindheim ·
Buttenheim ·
Ebrach ·
Frensdorf ·
Gerach ·
Gundelsheim ·
Hallstadt ·
Heiligenstadt i.OFr. ·
Hirschaid ·
Kemmern ·
Königsfeld ·
Lauter ·
Lisberg ·
Litzendorf ·
Memmelsdorf ·
Oberhaid ·
Pettstadt ·
Pommersfelden ·
Priesendorf ·
Rattelsdorf ·
Reckendorf ·
Scheßlitz ·
Schlüsselfeld ·
Schönbrunn i.Steigerwald ·
Stadelhofen ·
Stegaurach ·
Strullendorf ·
Viereth-Trunstadt ·
Walsdorf ·
Wattendorf ·
Zapfendorf